# 3164 Prast
3164 Prast (denumit inițial 6562 P‑L) este un asteroid din centura principală, descoperit la 24 septembrie 1960, în cadrul programului Palomar–Leiden survey (PLS) de către Tom Gehrels, Ingrid van Houten‑Groeneveld și Cornelis J. van Houten, la Observatorul Palomar. Face parte din familia Themis, o populație uriașă de asteroizi cu orbite exterioare.
Asteroidul a fost desemnat în onoarea prietenului personal al unuia dintre descoperitori, Martin Prast, tipărit în 1970 în registrul Minor Planet Center. Despre Prast există detalii în surse germane: în timpul războiului din Vietnam a fost grav rănit, rămânând paraplegic; ulterior a înființat “Prast Research Association” pentru ajutorarea persoanelor cu mobilitate redusă și a primit diverse premii comunitare în New York.